# 菫 (樅型駆逐艦)
|                  | |
| 艦歴             | |
| 計画             | 1917年度 |
| 起工             | 1920年11月24日 |
| 進水             | 1921年12月14日 |
| 就役             | 1923年3月31日 |
| その後           | 1940年11月15日雑役船編入、練習船指定、兵学校附属 1945年2月23日「三高」に改名 終戦時、江田内に所在 1948年3月解体完了 |
| 除籍             | 1940年2月1日 |
| 性能諸元（計画） | |
| 排水量           | 基準：公表値 770トン 常備：850.00トン                                                                               |
| 全長             | 全長：290 ft 0 in (88.39 m) 水線長：280 ft 0 in (85.34 m) 垂線間長：275 ft 0 in (83.82 m)                           |
| 全幅             | 26 ft 0 in (7.92 m)または7.93m                                                                                      |
| 吃水             | 8 ft 0 in (2.44 m)                                                                                                  |
| 深さ             | 16 ft 3 in (4.95 m)                                                                                                 |
| 推進             | 2軸 x 400rpm 直径 8 ft 6 in (2.59 m)、ピッチ3.378m または直径2.565m、ピッチ3.353m                                   |
| 機関             | 主機：ツエリー式オールギアードタービン(高低圧) 2基 出力：21,500shp ボイラー：ロ号艦本式缶(重油専焼) 3基             |
| 速力             | 36ノット |
| 燃料             | 重油240トン |
| 航続距離         | 3,000カイリ / 14ノット                                                                                              |
| 乗員             | 計画乗員 107名 竣工時定員 110名                                                                                     |
| 兵装             | 45口径三年式12cm砲 単装3門 三年式機砲 2挺 53cm連装発射管 2基4門 魚雷8本                                             |
| 搭載艇           | 内火艇1隻、18ftカッター2隻、20ft通船1隻                                                                             |
| 備考             | ※トンは英トン |

菫（すみれ）は、大日本帝国海軍の駆逐艦で、樅型駆逐艦の18番艦である。同名艦に橘型駆逐艦の「菫」があるため、こちらは「菫 (初代)」や「菫I」などと表記される。

## 艦歴
1920年（大正9年）11月24日、東京石川島造船所で起工。1921年（大正10年）12月14日午後3時30分進水。1923年（大正12年）3月31日竣工。
1937年（昭和12年）から1938年（昭和13年）まで、日中戦争において華北沿岸の作戦に参加した。
1940年（昭和15年）2月1日除籍。同年11月15日、雑役船に編入され海軍兵学校付属の練習船となる。
1945年（昭和20年）2月23日、菫 (橘型駆逐艦)との区別のため、三高（みたか）に改称。終戦時、江田内に所在し、1948年（昭和23年）3月に解体が完了した。

## 艦長
※『日本海軍史』第9巻・第10巻の「将官履歴」及び『官報』に基づく。
艤装員長
- 浅井次郎 少佐：1921年11月20日[8] - 1922年3月24日[9]

駆逐艦長
- 浅井次郎 少佐：1922年3月24日[9] - 1923年12月1日[10]
- 五十嵐恵 少佐：不詳 - 1924年12月1日[11]
- 神山徳平 少佐：1924年12月1日[11] - 1925年12月1日[12]
- 河原金之輔 少佐：1925年12月1日[12] - 1926年12月1日[13]
- 勝野実 少佐：1926年12月1日 - 1927年6月20日
- 藤田類太郎 少佐：1927年6月20日 - 1927年12月1日
- 津田源助 少佐：1928年2月10日[14] - 9月27日[15]
- （兼）金桝義夫 少佐：1928年9月27日 - 1928年11月20日
- 植田弘之介 少佐：1928年12月10日[16] - 1930年12月1日[17]
- （兼）重久親志 大尉：1930年12月1日[17] - 1931年10月24日[18]
- 清水利夫 少佐：1931年10月24日 - 1933年11月15日
- 中村謙治 少佐：1933年11月15日[19] - 1934年11月15日[20]
- 吉川潔 大尉：1934年11月15日 - 1935年11月15日